# Standaardstromen

Standaardstromen voor invoer, uitvoer en fouten

Standaardstromen zijn vooraf gedefinieerde invoer- en uitvoerkanalen (ook streams genoemd) tussen een computerprogramma en zijn omgeving. Standaardstromen werden voor het eerst gedefinieerd in UNIX als abstractie voor een grote variëteit aan randapparaten die in oudere systemen elk hun eigen interface hadden en onderling niet uitwisselbaar waren. Omdat de ontwikkeling van C nauw verweven is met die van UNIX zijn de definities die deze taal gebruikt de gebruikelijke aanduidingen geworden. De drie stromen die C definieert zijn stdin ("standard input"), stdout ("standard output") en stderr ("standard error").
stdinInvoer. Kan een terminal zijn, tegenwoordig vaker een terminalemulator, maar stdin kan ook verwijzen naar een bestand, een pipe (dat wil zeggen: de uitvoer van een ander proces) of een, soms virtueel, randapparaat (/dev/random, bijvoorbeeld).
stdoutUitvoer. Ook hier kunnen de gegevens naar een (geëmuleerde) terminal worden gestuurd, maar ook naar een bestand, een pipe of een randapparaat zoals een printer of de bitbucket (/dev/null).
stderrFoutboodschappen. Om te voorkomen dat diagnostische meldingen worden vermengd met de reguliere uitvoer is een extra uitvoerkanaal beschikbaar. Ook hier kan de uitvoer naar terminal, een pipe of bestand of een randapparaat worden gestuurd. De C- en POSIX-standaarden vereisen dat deze stroom ongebufferd is, zodat uitvoer onmiddellijk wordt geschreven en niet wordt opgespaard, zodat, mocht er een crash plaatsvinden, de meest recente diagnostische boodschappen beschikbaar zijn.

## C
In C zijn deze drie onderdeel van de standard library, sinds de oorspronkelijke versie van Brian Kernighan en Dennis Ritchie, die overigens ook aan de wieg van UNIX stond. Ze zijn gedefinieerd in stdio.h als opaque file-handle, een implementatie-afhankelijke structuur (opaque betekent "ondoorzichtig", de programmeur kan er niet "in kijken") met gegevens omtrent de stroom. De applicatie hoeft hierdoor geen expliciete kennis te hebben van de onderliggende hard- en software. Dit vereenvoudigt niet alleen het programmeren, maar maakt de resulterende programma's ook flexibeler en beter te testen.

## Fortran
In Fortran zijn bestandsstromen (aangeduid als UNIT) genummerd. Drie van deze nummers zijn gereserveerd voor de standaardstromen. Hierbij geeft men stderr aan met 0, stdin met 5 en stdout met 6.  Het volgende voorbeeld leest dus een getal in van de standaardinvoer, en schrijft het weer naar de standaarduitvoer:
```
C
 
VOORBEELD
 
IN
 
FORTRAN
 
77

      
PROGRAM 
LEES

      
READ
(
UNIT
=
5
,
*
)
 
GETAL

      
WRITE
(
UNIT
=
6
,
'(F5.3)'
)
' HET GETAL IS: '
,
GETAL

      
END

```

## MS-DOS
In MS-DOS werden automatisch vijf van deze zogenaamde handles gedefinieerd, alsof er vijf systeemapparaten geopend werden. Naast het standaarddrietal zijn dat:
stdaux = 'auxiliary' ('hulpstroom', gaat naar de seriële poort)
stdprn = printer, parallelle poort (LPT1)